# Iosif Hodoș
Iosif Hodoș (parfois Hodoșiu en français) est un historien, homme politique, avocat et éditeur roumain. Il est un membre fondateur de l'Académie roumaine. Il naît le 20 octobre 1829 et meurt le 9 décembre 1880 à Sibiu.
Il épouse Ana Balint, fille de Simion Balint (1810-1880), avec qui il a trois enfants : Enea, Alexandru et Nerva.